# Gyrd Haraldsson
Gyrd Haraldsson (n. 882) fue un caudillo vikingo de Agder, Noruega hijo de rey Harald Granraude y hermano de Åsa Haraldsdottir.
El rey Gudrød el Cazador casó con Alfhild, una hija de Alfarin, rey de Alvheim, (Bohuslän), que era el nombre de un territorio entre los ríos Glomma y Göta älv. Gudrød heredó la mitad del reino de Vingulmark. Ambos tuvieron un hijo, Olaf Geirstad-Alf. A la muerte de Alfhild, Gudrød envió a sus guerreros a Agder y propuso a su rey, Harald Granraude, el matrimonio de su hija Åsa. Cuando Harald rechazó la propuesta, Gudrød decidió tomar a Åsa por la fuerza. Heimskringla de Snorri Sturluson cita:
«Partió con un gran ejército contra Agder, a donde llegó de improviso, saltando a tierra inmediatamente. Por la noche se presentó ante la residencia del rey Harald. En cuanto éste supo que tenía a las puertas un ejército dispuesto al ataque, salió al campo con los hombres que a su lado tenía, si bien la diferencia de fuerzas de los dos bandos resultaba grande. Allí cayeron Harald y su hijo Gyrd.»
Una hija de Gyrd casó con Ogmund aslak Kåreson (Ogmund de Jæren) del clan familiar Giskeätten, convirtiéndose con este matrimonio en el más poderoso clan de Rogaland. Gyrd y Ogmund serían padres de Torolv skjalg Ogmundson, a su vez padre de Erling Skjalgsson.